# 유승연 (쇼핑 호스트)
유승연(1986년 2월 28일~)은 대한민국의 전직 기상 캐스터 출신이자, 전직 쇼핑 호스트 출신의 프리 랜서 방송인이다. 가족관계로는 2011년 결혼한 남편과의 사이에 1남 1녀(맏딸과 막내아들)가 있다.
2009년 2월 6일, KBS 한국방송공사 기상 캐스터로 입사하였다. 그로부터 어언 2년 후 2011년 5월 13일 금요일, 《오전 9시 30분 KBS 뉴스》의 방송을 끝으로 퇴사함과 동시에, 결혼을 이유로써 기상 캐스터 활동을 마감했다.

## 주요 경력
- 2006년~2007년: 메디컬TV MC
- 2007년~2008년: 서울 마포구청 아나운서
- 2008년: 생활건강TV MC(2008년 5월~2008년 11월)
- 2009년~2011년: KBS 기상캐스터(2009년 2월~2011년 5월)
- 2011년: 프리랜서 선언
- 2013년~2014년: KTV 국민방송 프리랜서 기상 캐스터
- 2015년~2016년: 롯데홈쇼핑 쇼핑 호스트(2015년 5월)
- 2016년: 롯데홈쇼핑 마지막 퇴사(2016년 10월)

## 학력
- 대원외국어고등학교 스페인어학과 졸업(2004년)
- 서울교육대학교 초등교육학과 학사(2008년)

## 방송

### TV 주요 고정 프로그램
- KBS 2TV - 생방송 세상의 아침 (2009년 4월 20일 ~ 2009년 10월 17일)
- KBS 1TV - KBS 주말뉴스(토요일) (2009년 4월 25일 ~ 2010년 12월 25일)
- KBS 2TV - 생방송 오늘 (2009년 10월 20일 ~ 2010년 5월 8일)
- KBS 2TV - KBS 아침뉴스타임 (2010년 10월 11일 ~ 2010년 10월 15일)
- KBS 1TV - KBS 뉴스광장 (2010년 5월 10일 ~ 2011년 5월 13일)
- KBS 1TV - KBS 오전 9시 30분 뉴스 (2010년 5월 10일 ~ 2011년 5월 13일)

## 같이 보기
- 김혜선 (기상 캐스터 출신의 쇼핑 호스트)